# Niobiden-Maler

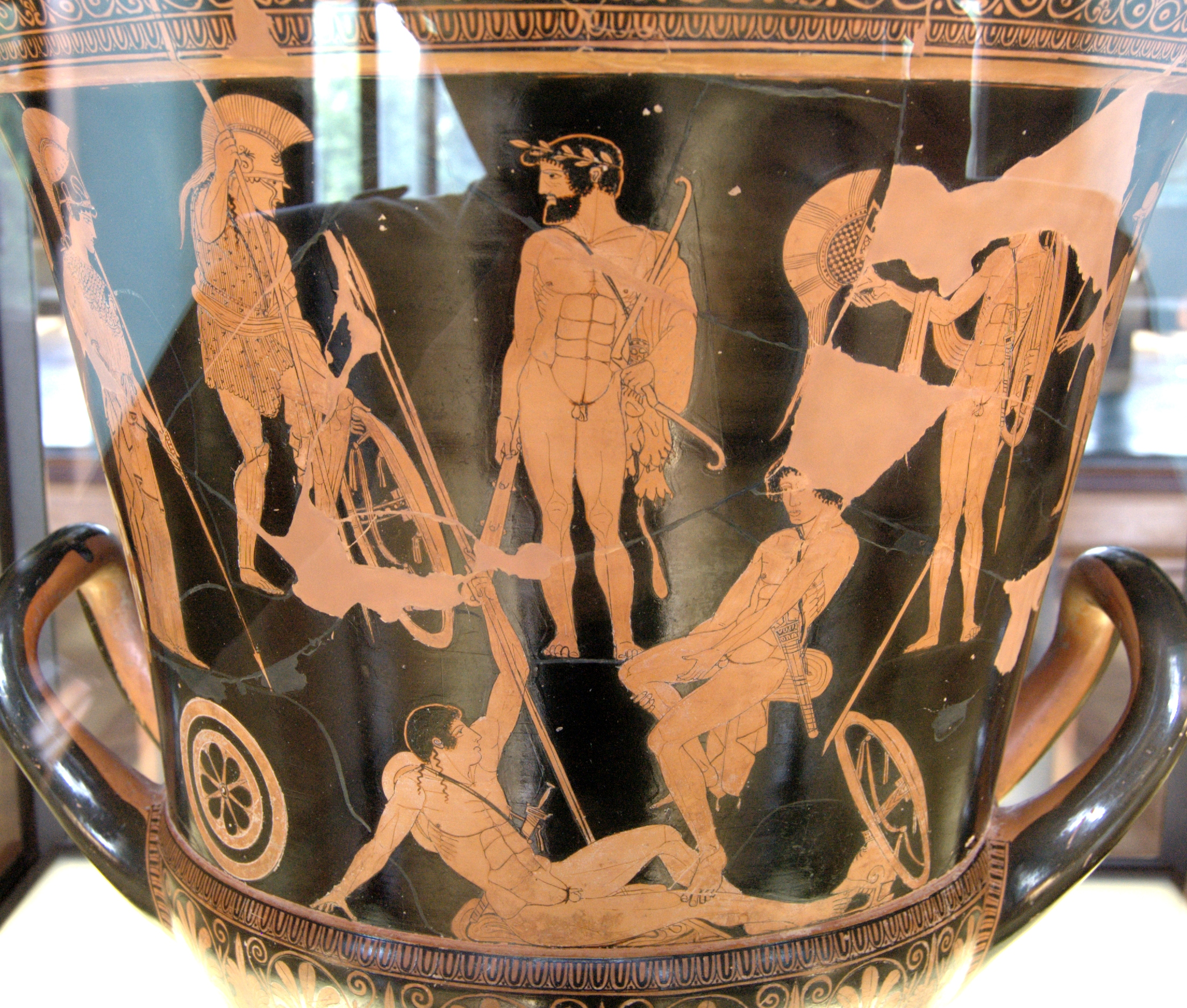
Herakles bei der Versammlung der Argonauten oder in Marathon, Kelchkrater G 341, um 460/50 v. Chr., Louvre, Paris

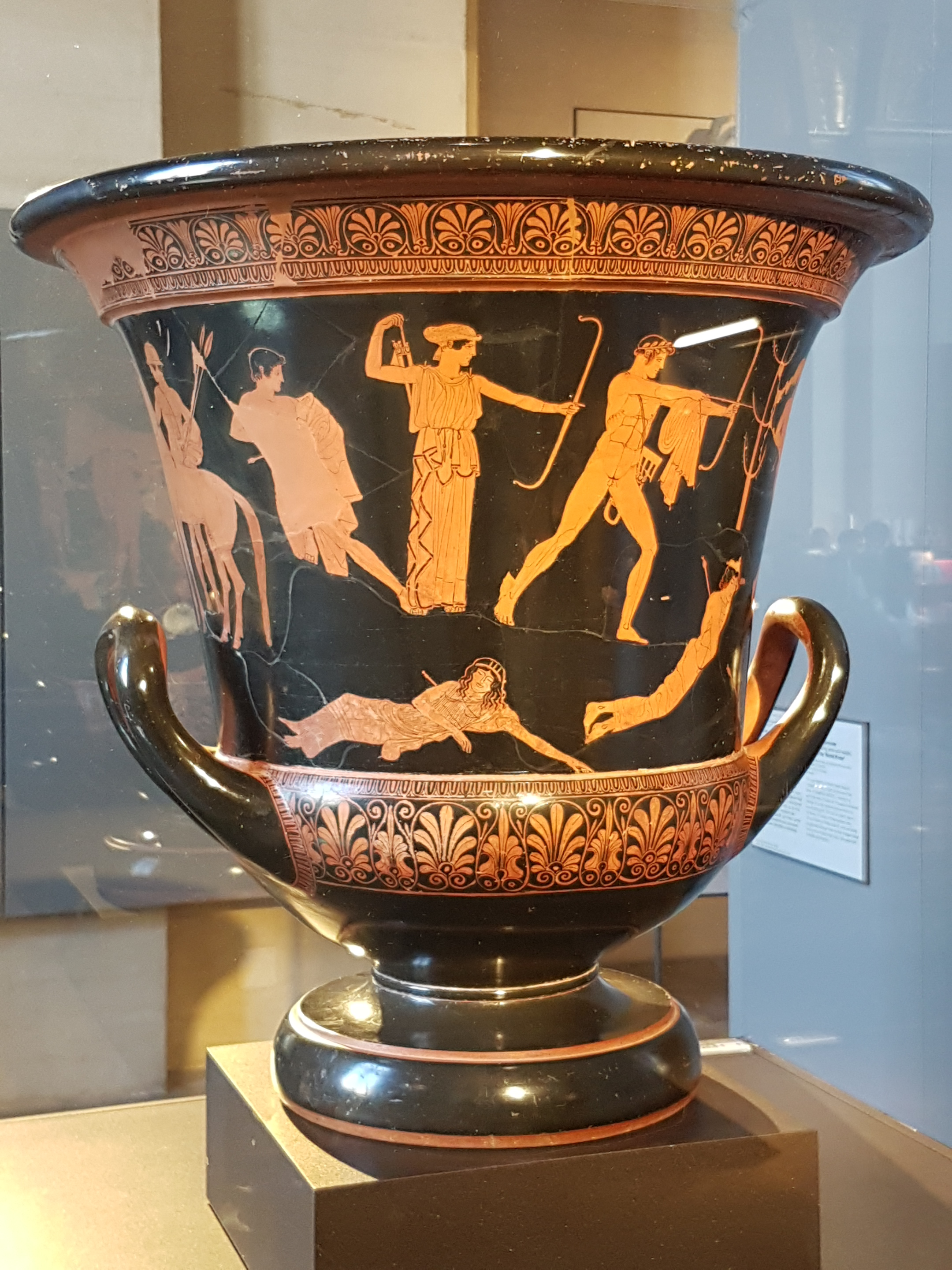
Tötung der Niobiden (Kinder der Niobe) durch Apoll und Artemis, Kelchkrater G 341, um 460/50 v. Chr., Louvre, Paris

Der Niobiden-Maler (tätig im 2. Viertel des 5. Jahrhunderts v. Chr. in Athen) war ein namentlich unbekannter griechischer Vasenmaler des sogenannten attisch-rotfigurigen Stils. Seinen Notnamen erhielt er nach dem von ihm bemalten Kelchkrater G 341 im Pariser Louvre, auf dessen Rückseite die Tötung der Niobiden (Kinder der Niobe) durch Apoll und Artemis dargestellt ist. Der Niobiden-Maler orientierte sich vermutlich an der Monumentalmalerei, deren Einflüsse er meisterhaft in seiner Kunst umsetzte. Er übernahm die für die Vasenmalerei völlig neue Form der Figurenstaffelung, die sich durch verschobenen Geländeebenen, die Dreiviertelansicht und die sorgfältig ausgearbeiteten Gesichter auszeichnet. Damit wurde er ein Wegbereiter für einige epochale Neuerung innerhalb der Vasenmalerei. John D. Beazley schreibt ihm 116 Vasen zu, von denen die Hälfte nur fragmentarisch erhalten sind.

## Ausgewählte Werke
- Baltimore, Walters Art Museum

Amphora 48.2712
- Bologna, Museo Civico

Volutenkrater 268 • Volutenkrater 269
- Boston, Museum of Fine Arts

Hydria 90.156 • Volutenkrater 33.56 • Kelchkrater 1972.850
- Brunswick (Maine), Bowdoin College Museum of Art

Hydria 1908.3
- Chicago, Art Institute

Glockenkrater 1922.2197
- Chicago, University of Chicago

Fragment 1967.60 • Fragment 1967.115
- Cincinnati, Cincinnati Art Museum

Volutenkrater
- Ferrara, Museo Archeologico Nazionale

Kelchkrater T 313 • Hydria T 325 • Volutenkrater T 740 • Kelchkrater T 936
- Leiden, Rijksmuseum van Oudheden

Nolanische Amphore mit Eos und Kephalos
- London, British Museum

Hydria E 190 • Kelchkrater E 467
- Milwaukee, Milwaukee Art Museum

Hydria
- München, Glyptothek und Antikensammlung

Halsamphora 2324
- Neapel, Museo Archeologico Nazionale

Volutenkrater 2421
- New York, Metropolitan Museum of Art

Halsamphora 99.13.2
- Oxford (Mississippi), Mississippi University Museums

Hydria 1977.3.88
- Oxford, Ashmolean Museum

Halsamphora 280
- Palermo, Museo Nazionale Archeologico

Volutenkrater G 1283
- Paris, Musée National du Louvre

Kelchkrater G 165 • Kelchkrater G 341 • Volutenkrater G 343 • Pelike G 431 • Oinochoe L 62
- St. Petersburg, Eremitage

Hydria • Panathenäische Amphora
- Tübingen, Antikensammlung der Universität

Glockenkrater E 104
- Vatikan, Musei Vaticani

Halsamphora
- Würzburg, Martin von Wagner Museum

Pelike L 511